# Exarcado apostólico de Alemania y Escandinavia
El exarcado apostólico de Alemania y Escandinavia (en latín: Exarchatus Apostolicus Germaniae et Scandiae, en alemán: Apostolische Exarchie für katholische Ukrainer des byzantinischen Ritus in Deutschland und Skandinavien y en ucraniano: Апостольський екзархат у Німеччині та Скандинавії) es una circunscripción eclesiástica de la Iglesia católica en Alemania, Dinamarca, Suecia, Noruega y Finlandia. Se trata de un exarcado apostólico greco-católico ucraniano, inmediatamente sujeto a la Santa Sede. Desde el 18 de febrero de 2021 su exarca apostólico es el obispo Bohdan Dzjurach, de la Congregación del Santísimo Redentor.

## Territorio y organización

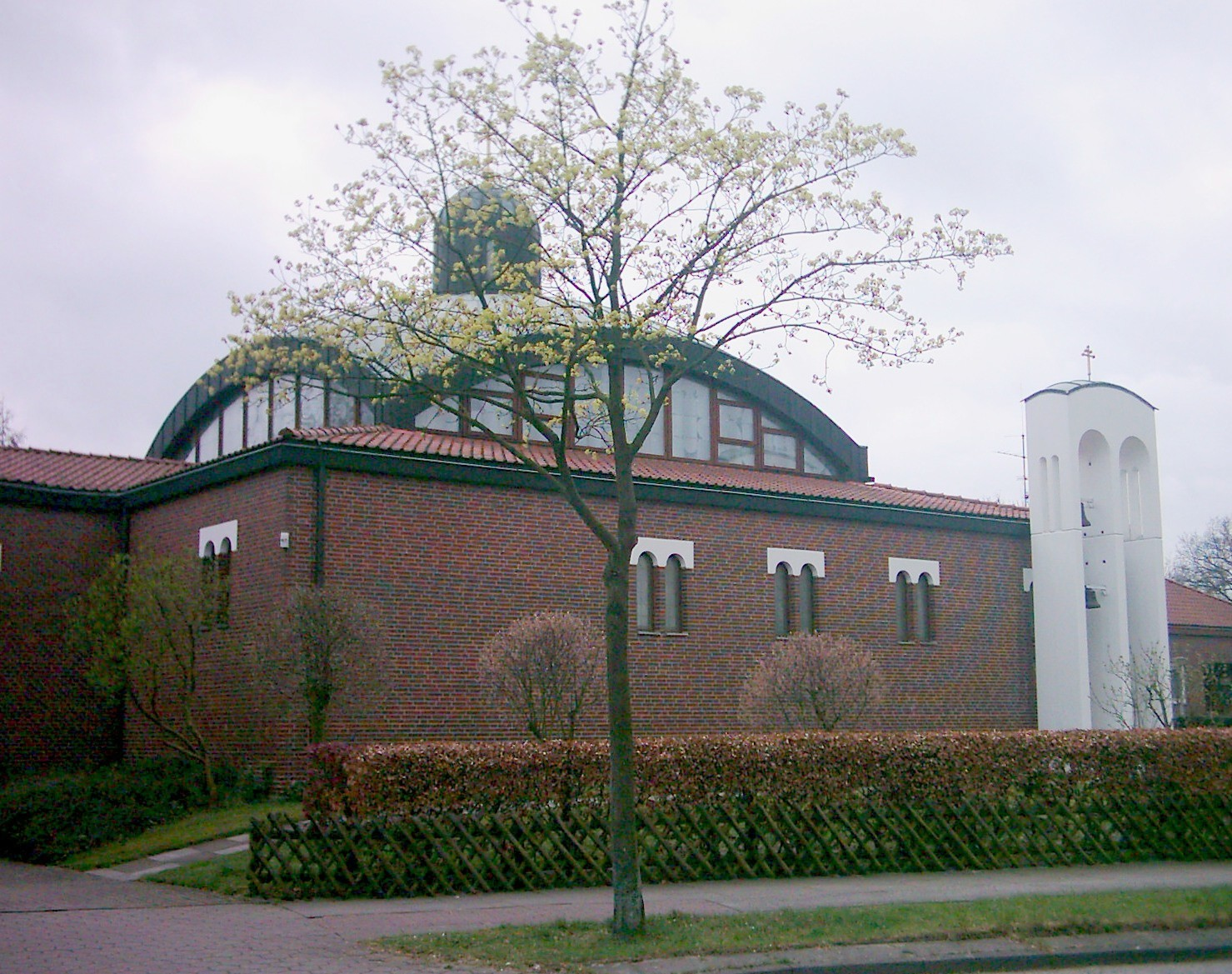
Iglesia de Todos los Santos, en Hamburgo-Neuwiedenthal

El exarcado apostólico extiende su jurisdicción sobre los fieles católicos de rito bizantino greco-católico ucraniano residentes en Alemania, Dinamarca, Suecia, Noruega y Finlandia. El vicario general o protosincelo tiene sede en Bielefeld. La jurisdicción del exarca apostólico es a la vez territorial y personal. El exarca apostólico es miembro de la Conferencia de Obispos Alemanes. 

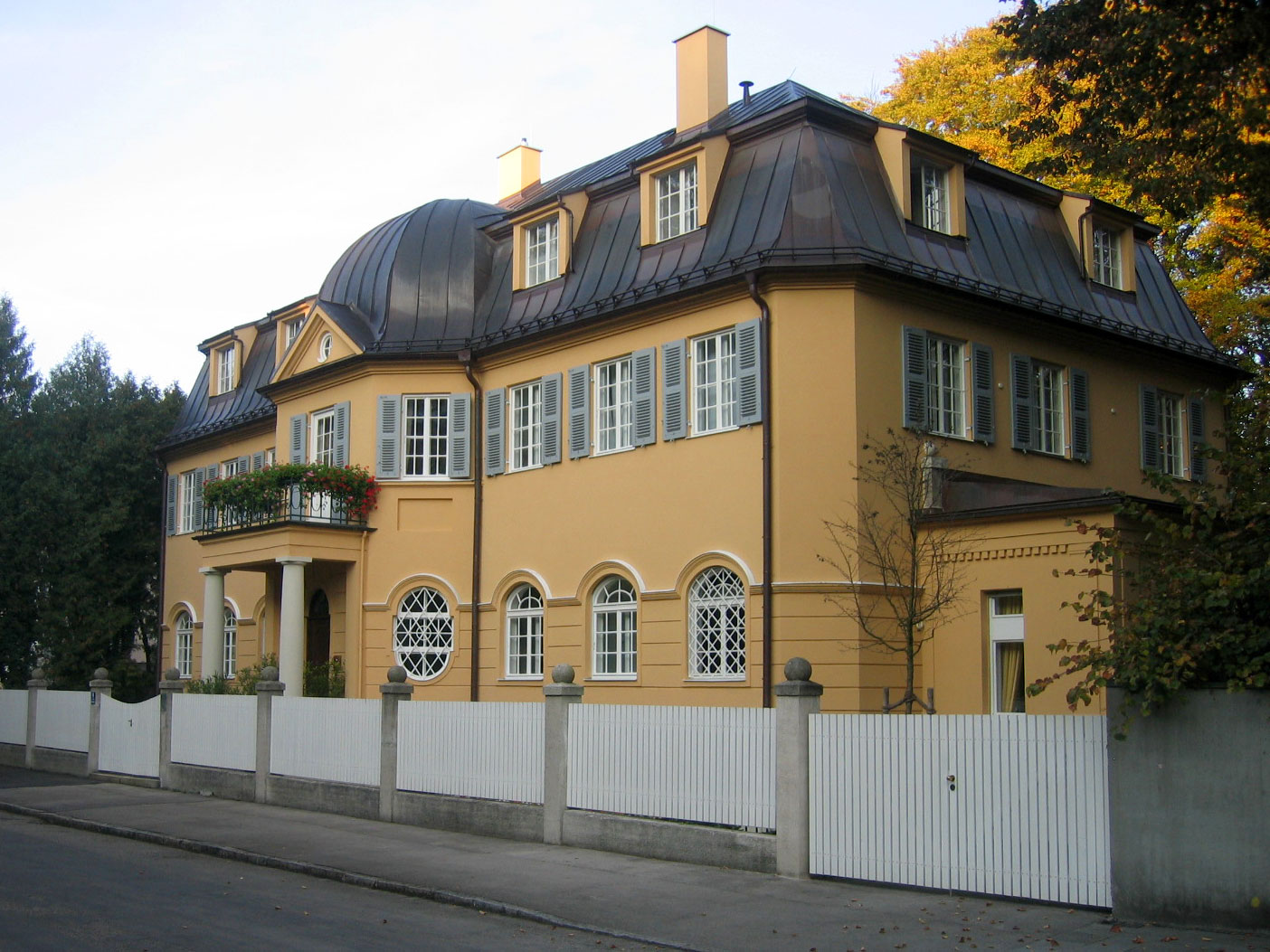
Sede del exarcado apostólico en Múnich

La sede del exarcado apostólico se encuentra en la ciudad de Múnich, en donde se halla la Catedral de la Intercesión de la Madre de Dios y de San Andrés. El exarca mantiene varias instituciones caritativas y científicas, así como el periódico Christian Voice.

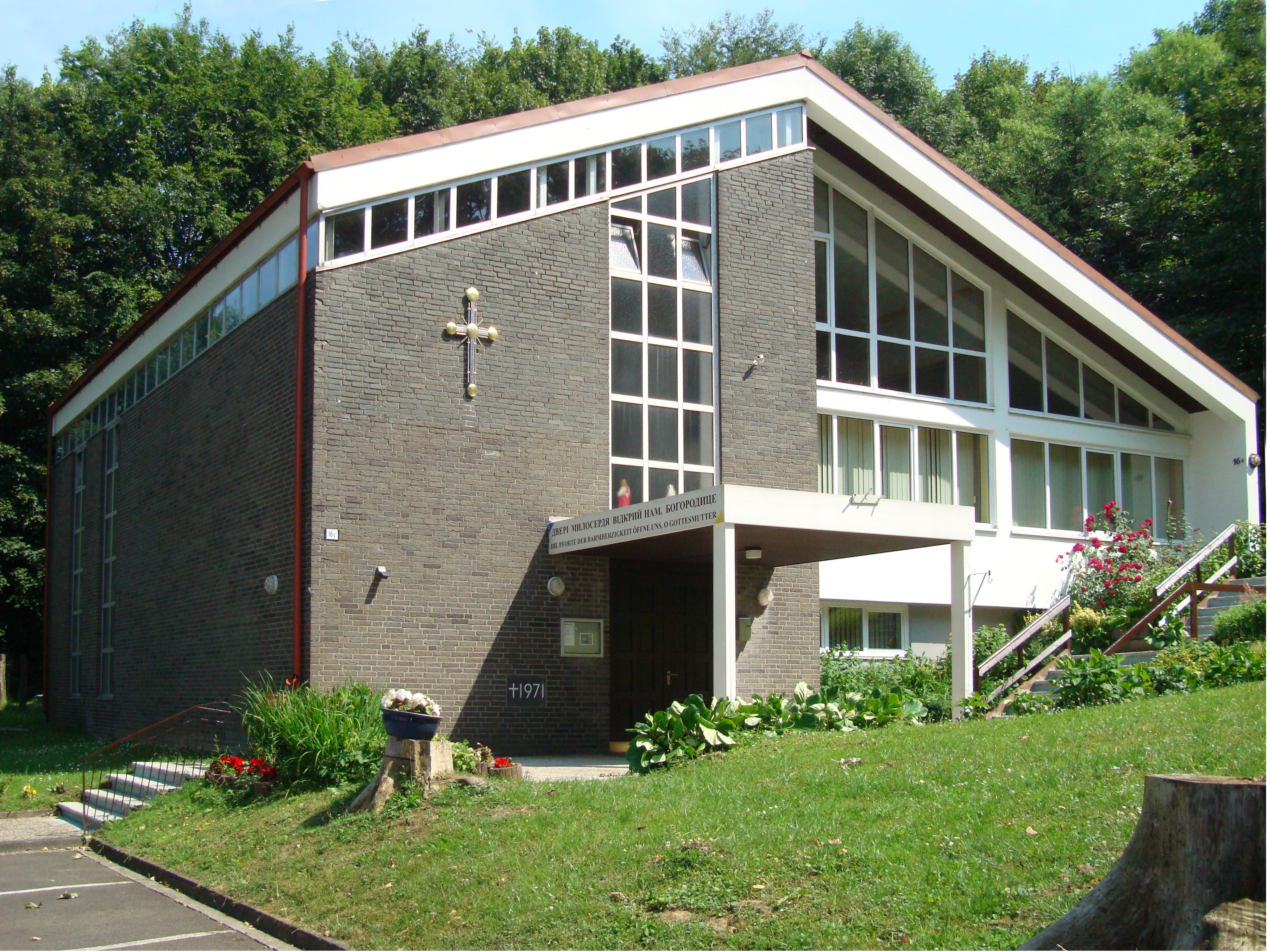
Iglesia greco-católica ucraniana en Bielefeld

En 2023 en el exarcado apostólico existían 65 parroquias agrupadas en 4 decanatos (sur en Múnich, norte en Hannover, este en Dresde y oeste en Heidelberg) con 55 capellanías pastorales, de las cuales varias están ubicadas lo suficientemente cerca como para formar una parroquia. En Escandinavia hay un vicario (sincelo) con sede en Suecia, en donde hay siete pastores, uno en Dinamarca y otro en Noruega. El exarcado también incluye 4 conventos de monjas del rito bizantino.

### Capellanías en Escandinavia
En Dinamarca
- Comunidad Sagrada Familia en Copenhague, en la St. Ansgar Kirke
- Comunidad Santa Trinidad en Vejle, en la St. Norbert Kirke, asistida por el capellán de Copenhague
- Capellanía ucraniana en Aalborg, en la Sankt Mariæ Kirke, asistida por el capellán de Copenhague

En Finlandia
- Capellanía ucraniana en Helsinki, asistida por el párroco de la parroquia ucraniana Madre de Dios de las Tres Manos de Tallin en Estonia

En Noruega
- Capellanía ucraniana en Oslo, en la St. Hallvard Kirke

En Suecia
- Capellanía ucraniana en Värnamo, en la Marie Födelses Kapell[1]
- Capellanía ucraniana en Estocolmo, en la Marie Bebådelse Kyrka, asistida por el capellán de Värnamo
- Capellanía ucraniana en Gotemburgo, en la Santa Maria Magdalenas Kyrka, asistida por el capellán de Värnamo
- Capellanía ucraniana en Örebro, en la St. Eskils Kyrka o en la Kapellet bredvid Olaus Petri Kyrka, asistida por el capellán de Värnamo
- Capellanía ucraniana en Malmö, en la Kapellet invid Maria i Rosengård Kyrka, asistida por el capellán de Värnamo
- Capellanía ucraniana en Kristianstad, en la Sta. Maria Kapell, asistida por el capellán de Värnamo
- Capellanía greco-católica ucraniana en Växjö, en la Kapellet bredvid S:t Mikaels Kyrka, asistida por el capellán de Värnamo

### Capellanías en Alemania
- Ukrainische Personalpfarrei des Hl. Nikolaus (parroquia creada el 15 de junio de 2000) en la St. Johannes Kirche del distrito de Gaustadt en Bamberg, con asistencia en la St. Willibald Kirche de Núremberg y la Kapelle der Pfarrei St. Bruno de Wurzburgo
- Ukrainische Personalpfarrei St. Nikolaus en la Römisch-katholische Kirche St. Johannes Evangelist de Johannisthal en Berlín, con asistencia en la Kath. Kirchengemeinde Heilig Kreuz de Fráncfort del Óder y en la St. Marienkirche de Magdeburgo
- Ukrainische Personalpfarrei en la Ukrainische Kirche de Bielefeld, con asistencia en la Kirche St. Josef de Dortmund, en la Klemenskirche de Münster, en Paderborn y en la Kapelle im Alten- und Pflegeheim Marienheim en Siegen
- Ukrainische Personalpfarrei Christus König en la Hl. Geist Kirche de Düsseldorf, con asistencia en Essen, en la Kirche St. Theresia de Colonia, en la Kirche Maria Schutz de Krefeld y en Bochum[2]
- Ukrainische Personalpfarrei St. Klemens von Uniw en la Römisch-katholische Kirche St. Raphael de Fráncfort del Meno, con asistencia en la Kapelle des Elisabethkrankenhauses de Kassel, en Fulda y en la Römisch-katholische Kirche St. Georg de Darmstadt
- Ukrainische Personalpfarrei des Hl. Josaphat en la Römisch-katholische Kirche St. Martin de Friburgo de Brisgovia, con asistencia en la Römisch-katholische Kapelle des Herz-Jesu-Stifts Peter und Paul- de Karlsruhe y en la Konstanz
- Ukrainische Personalpfarrei Allerheiligen en Hamburgo, con asistencia en la Elisabethkirche de Bremen y la Krypta der Propsteikirche Herz Jesu de Lübeck
- Ukrainische Griechisch-katholische Personalpfarrei St. Wolodymyr en el Ökumenisches Zentrum de Hannover, con asistencia en la Martin-Chemnitz-Kirche de Brunswick, en la Hl. Geist Kapelle, St. Mauritius-Kirche de Hildesheim y en la Römisch-katholische Kirche de Gotinga
- Ukrainische griechisch-katholische Seelsorgestelle des Hl. Johannes Chrysostomos en la St. Vitus Kirche de Heidelberg, con asistencia en la Welschnonnenkirche de Tréveris, en la St. Martin Kirche de Kaiserslautern, en la Jesuitenkirche de Coblenza, en la Römisch-katholische Kirche St. Peter de Mannheim, en la Liebfrauenkirche de Neuwied y en la St. Antonius Kirche de Saarbrücken
- Ukrainische grichisch-katholische Personalpfarrei des Hl. Basilius des Großen en la Kolpinghaus Stuttgart-Zentral de Stuttgart, con asistencia en la Dietrich-Bonhoeffer-Gemeinde de Tubinga, en la Römisch-katholische Kirche St. Elisabeth de Luisburgo y en la Römisch-katholische Kirche Mariae de Bodelshausen-Mössingen
- Ukrainische griechisch-katholische Seelsorgestelle Entschlafung der allerheiligsten Gottesmutter en Nuevo Ulm, con asistencia en la Nebenkapelle der römisch-katholischen Kirche Heiligste Dreifaltigkeit de Augsburgo
- Ukrainische griechisch-katholische Personalpfarrei Maria Schutz und St. Andreas en la Kathedrale Maria Schutz und St. Andreas de Múnich
- Ukrainische griechisch-katholische Personalpfarrei des Hl. Erzengels Michael en la Kapelle Mariä-Heimsuchung de Dresde, con asistencia en la St. Laurentius Kirche de Leipzig, en la St. Martini Kirche de Erfurt y en la St. Norbert Kirche de Halle[3]
- Ukrainische Seelsorgestelle en la Klosterkirche der Deutschordens-Schwestern de Passau
- Ukrainische Seelsorgestelle en la Franziskanerkloster de Eggenfelden
- Ukrainische Seelsorgestelle en la Caritas Alten- und Pflegeheim St. Rita Untere de Landshut
- Ukrainische Seelsorgestelle en la Römisch-katholische Kirche Hl. Johannes Nepomuk de Múnich-Ludwigsfeld
- Ukrainische Seelsorgestelle en la Römisch-katholische Kirche Mater dolorosa de Ratisbona
- Ukrainische katholische Seelsorgestelle en la Pfarrei St. Michael de Ingolstadt

## Historia

### Antecedentes
Debido a la discriminación que muchos ucranianos sufrían en Galitzia, en la década de 1920 tras finalizar la Primera Guerra Mundial muchos de ellos se establecieron en Alemania.
En 1927 el metropolitano de Galitzia y archieparca de Leópolis, Andrej Scheptytsky, estableció una capellanía para los ucranianos católicos en Berlín. El primer capellán fue el actual beato Petro Werhun, que fue nombrado visitador apostólico y administrador de los católicos ucranianos de rito bizantino en Alemania en 1940, teniendo a su cargo 10 sacerdotes. El 22 de junio de 1945 fue arrestado y deportado a la Unión Soviética, tras ser sentenciado a ocho años de trabajos forzados murió en Angarsk el 7 de febrero de 1957.
La matanza soviética de ucranianos entre 1930 y 1933 generó una nueva oleada de refugiados a Alemania, que aumentó bruscamente durante la Segunda Guerra Mundial. En 1930 el cardenal Michael von Faulhaber fundó un seminario greco-católico ucraniano en Múnich. Tras el arresto de Werhun, el 12 de octubre de 1945 Mykola Wojakowskyj lo sucedió como subdirector de la visita apostólica. En 1947 el papa Pío XII reorganizó el cuidado pastoral de los ucranianos católicos fuera de Ucrania, haciéndose cargo de visitador apostólico en Europa Occidental el arzobispo Ivan Buczko, siendo su vicario general en Alemania, Petro Holynskyj. Luego de la Segunda Guerra Mundial los comunistas que gobernaban parte de Alemania obligaron a regresar a Ucrania a muchos refugiados, mientras que otros emigraron principalmente a Estados Unidos, Canadá, Australia y Argentina.

### Exarcado apostólico
El exarcado apostólico de Alemania fue erigido el 17 de abril de 1959 mediante la bula Cum ob immane del papa Juan XXIII. El primer exarca apostólico fue Platón Wolodyslaw Kornyljak, quien recibió la ordenación episcopal el 7 de julio de ese año y dirigió el exarcado hasta su retiro en 1996.

Qui ob integrain atque incontaminatam fidem erga Romanam Ecclesiam est exsilio multatus in Siberiaeque regione, factus laboribus, obiit. Quibus Christi fidelibus, sedem ac domicilium in Germania habentibus, aptiore cupiens providere ratione, Pius XII, Decessor Noster, post auditam sententiam Apostolici Nuntii in Germania atque consilium venerabilis Fratris Nostri S. R. E. Cardinalis S. Congregationis pro Ecclesia Orientali a Secretis, eensuit magno cum eorum fidelium commodo fieri, si alendae fidei et rituum integritati servandae, simulque necessitudini cum hac Apostolica Sede augendae, Exarchia in ea Natione conderetur. Cum autem idem Summus Pontifex pia morte obiisset, nullis datis de ea re apostolicis Litteris, Nos, ne eius decreta in irritum cadant, quae ipse statuit ad exitum adducentes, ea quae sequuntur decernimus et iubemus. In Natione Germanica Exarchiam constituimus pro fidelibus Ruthenis Byzantini ritus ibidem commorantibus, cuius sedes in urbe Monachio erit, ubi plures tiusmodi ritus cives degunt; in qua civitate Exarchus domicilium suum collocabit, cathedra sui magisterii in templo ibidem struendo posita.

La jurisdicción del exarca apostólico se extendió inicialmente sólo en el territorio de Alemania Occidental, hasta que en 1984 fue ampliado con los países de Escandinavia. En Dinamarca hubo un sacerdote greco-católico ucraniano, Mikhail Syvenky, desde la primavera de 1946 hasta su muerte en 1953. Luego no hubo sacerdotes residentes hasta 2007. A partir de la reunificación de Alemania el 3 de octubre de 1990 incluyó también la Alemania Oriental.
El 22 de abril de 2023, según el decreto del obispo Bohdan Dzyurakh, se decidió que a partir del 1 de septiembre de 2023, el exarcado apostólico cambió completamente al calendario gregoriano, incluida la Pascua.
En septiembre de 2023 el Santo Sínodo de la Iglesia greco-católica ucraniana decidió elevar el exarcado apostólico a eparquía y sometió esta decisión a la Santa Sede para su aprobación final.

## Estadísticas
Según el Anuario Pontificio 2024 el exarcado apostólico tenía a fines de 2023 un total de 150 000 fieles bautizados.
| Año                                                                             | Población | Población | Población      | Sacerdotes | Sacerdotes | Sacerdotes | Católicos por sacerdote | Diáconos permanentes | Religiosos | Religiosos | Parroquias y cuasiparroquias |
| Año                                                                             | Católicos | Total     | % de católicos | Total      | Diocesanos | Regulares  | Católicos por sacerdote | Diáconos permanentes | Masculinos | Femeninos  | Parroquias y cuasiparroquias |
| ------------------------------------------------------------------------------- | --------- | --------- | -------------- | ---------- | ---------- | ---------- | ----------------------- | -------------------- | ---------- | ---------- | ---------------------------- |
| 1969                                                                            | 32 000    | ?         | ?              | 23         | 23         |            | 1391                    |                      |            | 13         | 19                           |
| 1980                                                                            | 28 960    | ?         | ?              | 24         | 21         | 3          | 1206                    | 2                    | 5          | 15         | 20                           |
| 1990                                                                            | 26 541    | ?         | ?              | 33         | 28         | 5          | 804                     | 1                    | 5          | 17         | 25                           |
| 1999                                                                            | 38 000    | ?         | ?              | 25         | 21         | 4          | 1520                    | 3                    | 4          | 18         | 19                           |
| 2000                                                                            | 43 000    | ?         | ?              | 24         | 19         | 5          | 1791                    | 3                    | 5          | 15         | 19                           |
| 2001                                                                            | 40 000    | ?         | ?              | 23         | 19         | 4          | 1739                    | 3                    | 4          | 18         | 19                           |
| 2002                                                                            | 63 000    | ?         | ?              | 21         | 16         | 5          | 3000                    | 2                    | 5          | 18         | 21                           |
| 2003                                                                            | 65 200    | ?         | ?              | 27         | 25         | 2          | 2414                    |                      | 2          | 18         | 22                           |
| 2004                                                                            | 80 000    | ?         | ?              | 30         | 28         | 2          | 2667                    | 2                    | 2          | 18         | 21                           |
| 2009                                                                            | 30 320    | ?         | ?              | 34         | 24         | 10         | 891                     | 1                    | 20         |            | 19                           |
| 2010                                                                            | 44 520    | ?         | ?              | 32         | 22         | 10         | 1391                    | 1                    | 18         |            | 18                           |
| 2014                                                                            | 40 700    | ?         | ?              | 24         | 24         |            | 1696                    | 1                    | 8          |            | 16                           |
| 2016                                                                            | 49 500    | ?         | ?              | 27         | 27         |            | 1833                    | 1                    | 8          |            | 14                           |
| 2019                                                                            | 70 000    |           |                | 26         | 26         |            | 2692                    |                      | 6          |            | 17                           |
| 2021                                                                            | 77 000    |           |                | 26         | 26         |            | 2961                    |                      | 5          |            | 65                           |
| 2023                                                                            | 150 000   |           |                | 26         | 26         |            | 5769                    | 2                    | 6          |            | 65                           |
| Fuente: Catholic-Hierarchy, que a su vez toma los datos del Anuario Pontificio. |           |           |                |            |            |            |                         |                      |            |            |                              |

### Vida consagrada
En Alemania existen 4 comunidades de religiosas dependientes del exarcado apostólico:
- Schwestern Basilianerinnen Kloster Maria Schutz en Krefeld
- Schwestern Dienerinnen der unbefleckten Empfängnis Mariae, con dos casas en Múnich
- Schwester Michaela-Josefa Hutt en Weitnau

## Episcopologio

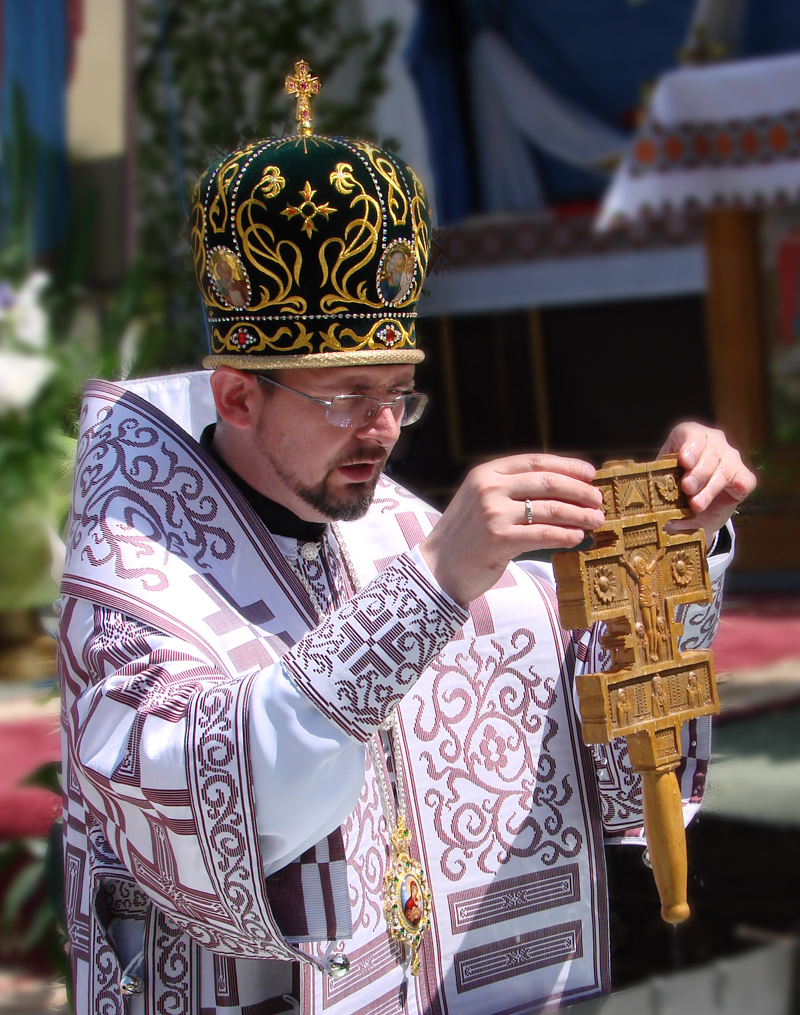
Bohdan Dzjurach, exarca apostólico de Alemania y Escandinavia desde 2021

- Platon Volodyslav Kornyljak † (17 de abril de 1959-16 de diciembre de 1996 retirado)
  - Sede vacante (1996-2000)
- Piotr Kryk (20 de noviembre de 2000-18 de febrero de 2021 retirado)
- Bohdan Dzjurach, C.SS.R., desde el 18 de febrero de 2021